# Dasychira cinnamomea
Dasychira cinnamomea is een donsvlinder uit de familie van de spinneruilen (Erebidae). De wetenschappelijke naam van de soort is voor het eerst geldig gepubliceerd in 1866 door Grote & Robinson.